# جاك فيفري (لاعب كرة قدم)
جاك فيفري (بالفرنسية: Jacques Faivre)‏ مواليد 25 نوفمبر 1932 في بورغ أون بريس، فرنسا، هو لاعب كرة قدم فرنسي سابق كان يلعب كمهاجم.

## المسيرة الاحترافية

### أندية لعب لها
- نادي سوشو
- نادي نيس
- نادي رين
- نادي سانت إتيان

## روابط خارجية
- جاك فيفري على موقع قاعدة بيانات كرة القدم.إي يو (الإنجليزية)
- جاك فيفري على موقع ناشيونال فوتبول تيمز (الإنجليزية)
- جاك فيفري على موقع عالم كرة القدم.نت (الإنجليزية)